# Ford Ranchero

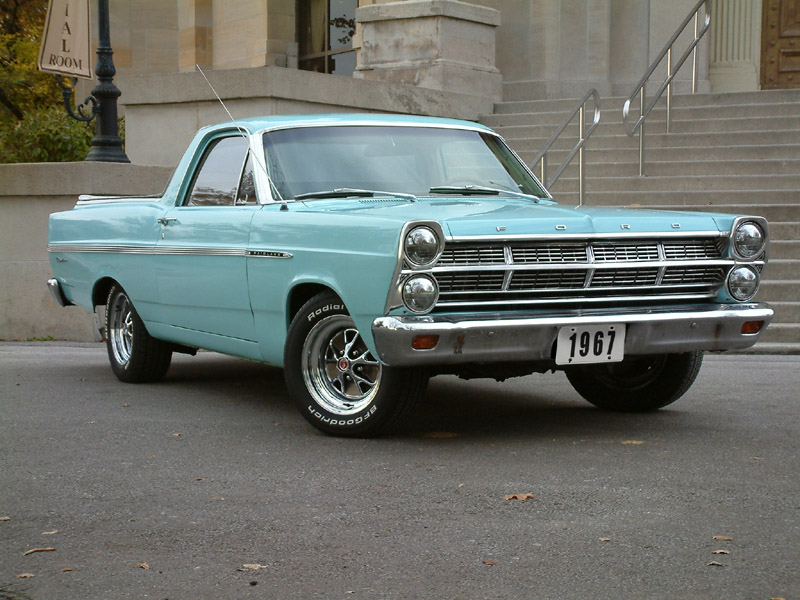
Une Ford Ranchero de 1967

La Ford Ranchero est une automobile à mi-chemin entre un coupé et un pick-up.
Elle fut produite a 508 355 exemplaires par Ford entre 1957 et 1979, et connut 5 styles différents, ainsi que de nombreux restylages. Principalement produite pour le marché américain et canadien, la Ranchero est un modèle rare hors Amérique du Nord.

## Histoire
Les premiers Ford Model T et Model A pick-ups ont été créés à partir de roadsters en plaçant une benne de ramassage derrière la carrosserie d'une voiture. En 1934, le designer de Ford Australie, Lew Bandt, a modifié un coupé avec une benne de chargement parfaitement intégrée qui pouvait être utilisé à la fois comme une voiture pour se rendre à l'église ou pour livrer des porcs au marché. Cela a créé l'utilitaire coupé, qui reste un style de carrosserie populaire connu sous le nom de "ute" en Australie. En Amérique du Nord, les pick-ups évoluaient vers une forme plus lourde avec des cabines et des bennes qui étaient tout à fait distincts des automobiles pour passagers. Le Ranchero était le premier véhicule américain d'après-guerre de ce type, un pick-up adapté, d'usine, d'une berline populaire. Il combinait l'allure élégante d'une berline avec l'utilité d'un pick-up léger.
La "Ranchero" fut baptisé ainsi en raison de la volonté de Ford d'associer ce véhicule à l'image de la Californie Hispanique. Selon la définition courante, un ranchero est un homme possédant de vastes terres. Ceci n'est pas anodin car Ford voulait concevoir un véhicule destiné avant tout aux fermiers américains, désireux du côté pratique d'un pick-up, sans pour autant perdre les avantages esthétiques d'un coupé racé (car les pick-ups traditionnels sont avant tout fonctionnels plutôt qu'esthétiques).
La Ranchero fut le premier véhicule américain d'après-guerre de ce type, dont le genre inspira par la suite la conception de la El Camino par Chevrolet à partir de 1959. Le genre inspira également la General Motors, qui mit au point la Caballero à partir de 1971. (notez à chaque fois le nom à consonance hispanique).
Le slogan publicitaire de la Ranchero était : "More than a car! More than a truck!"

## Première génération (1957-1959)

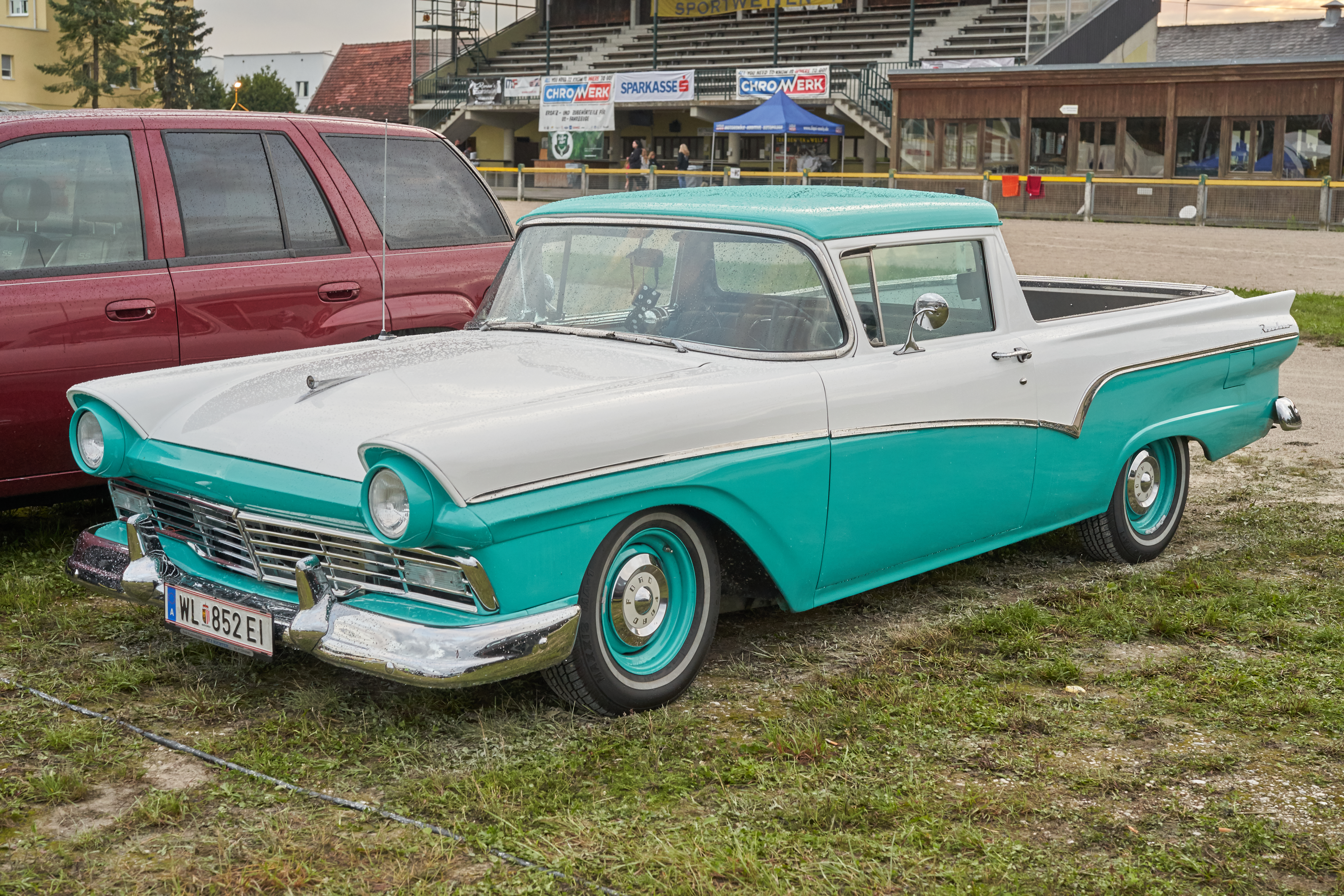
Ford Ranchero de 1957.

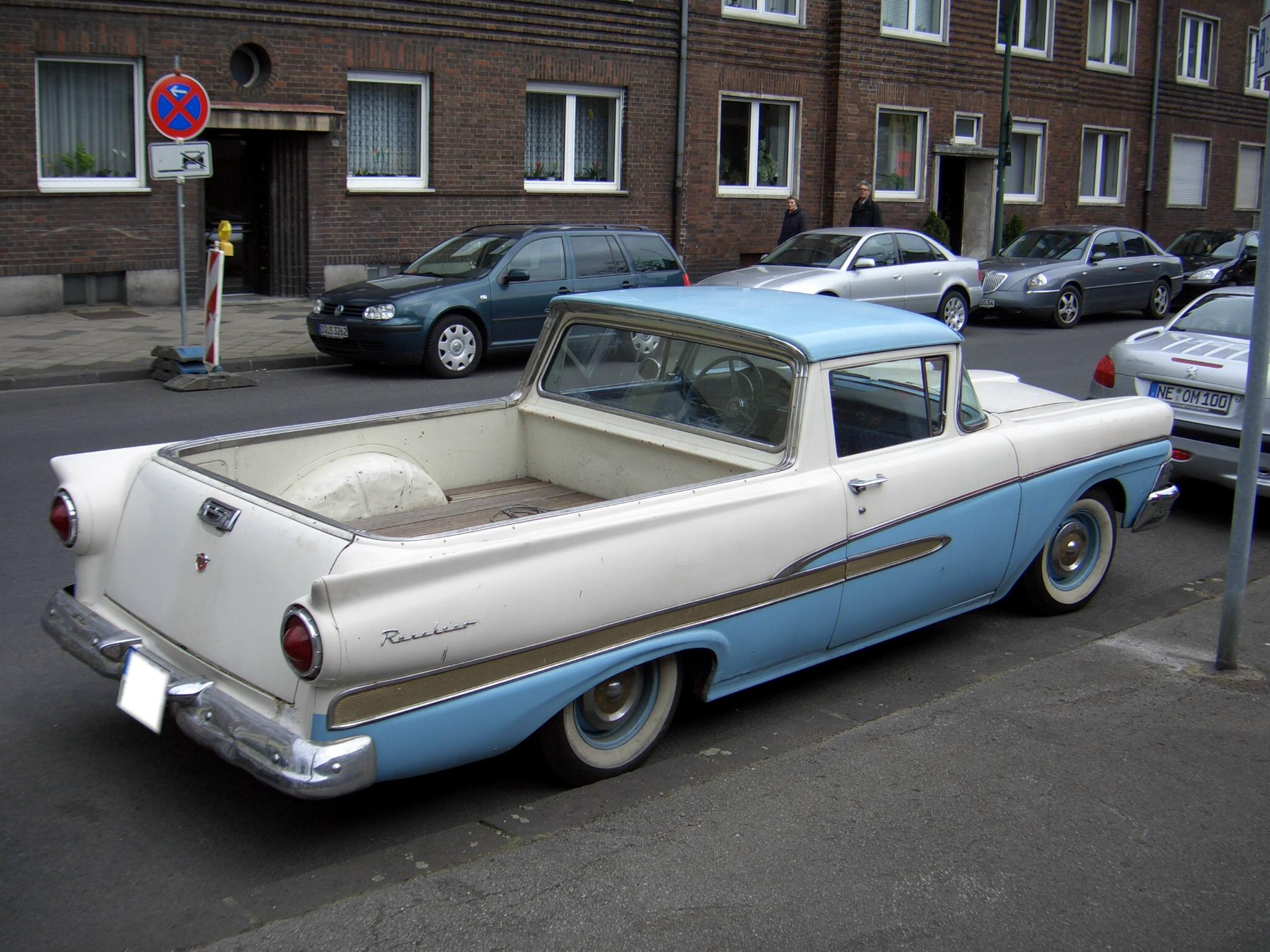
Modèle 1958.

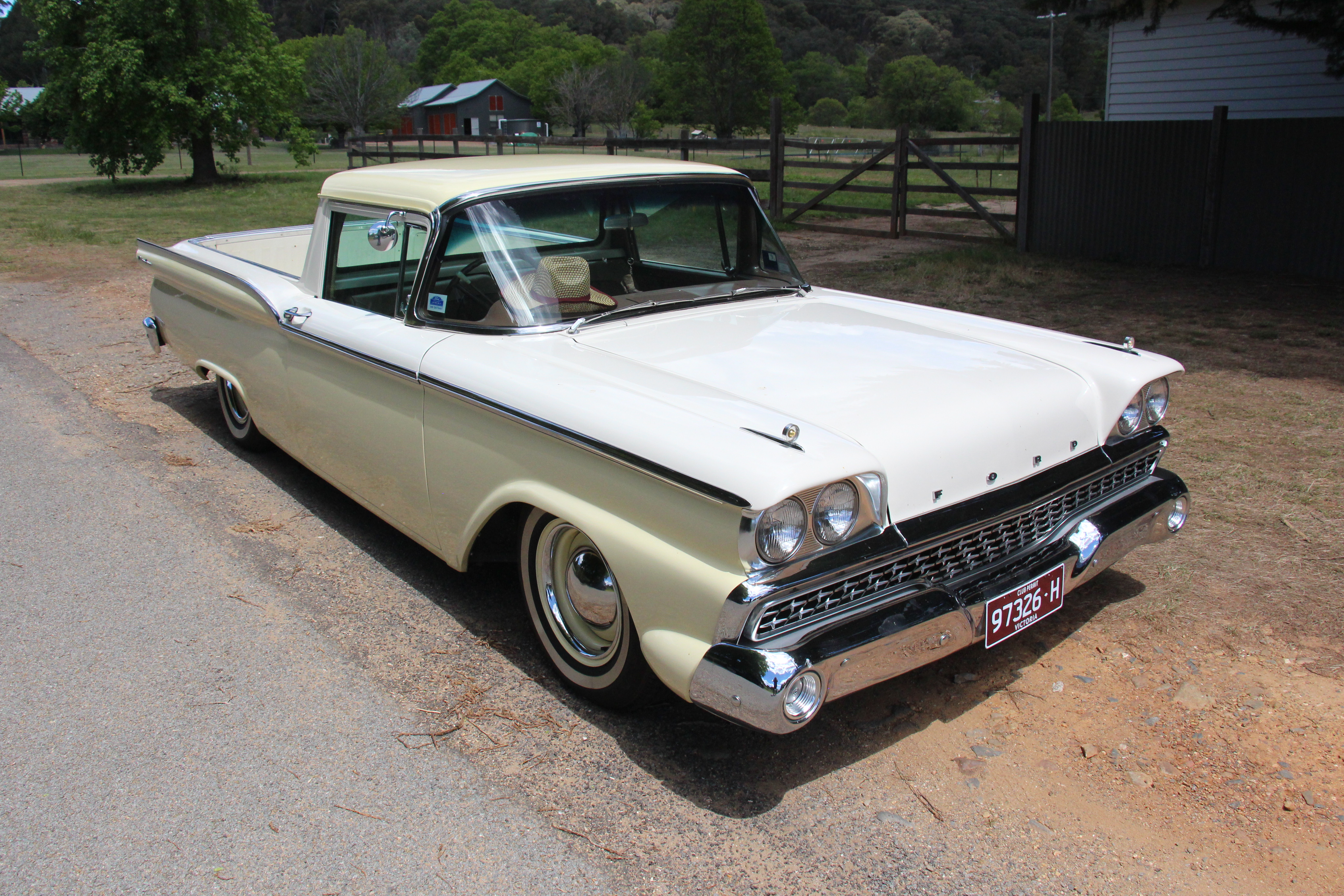
Ranchero 1959.

Entre 1957 et 1959, la Ranchero fut construite sur la base d'une Ford Fairlane, un modèle de type berline.
Lancé en décembre 1956, trois mois après le démarrage traditionnel de l'année modèle en septembre, le Ranchero était basé sur la plate-forme standard des Ford full-size nouvelle pour 1957, en particulier la berline Custom à empattement court, le break Ranch Wagon deux portes et la berline de livraison Courier utilitaire. Essentiellement un Courier avec une benne ouverte et renforcée, sa propre lunette arrière unique et une cabine avec une benne de chargement intégrées, le Ranchero était initialement proposé en deux niveaux de finition, et tout au long du cycle du modèle, il était construit sur la même chaîne de montage que l'automobile correspondante, mais vendu en tant que pick-up par l'intermédiaire de la division pick-ups de Ford. Deux versions différentes étaient disponibles, une version utilitaire destinée aux utilisateurs classiques de pick-up, comme les fermiers, et une version "Custom", composée de nombreuses options et accessoires provenant de la Ford Fairlane, y compris les moulures latérales en acier inoxydable et la peinture bicolore, plutôt destinés à une utilisation routière. Les modèles haut de gamme étaient badgés à la fois Fairlane et Ranchero, avec une représentation stylisée d'un Longhorn comme symbole du modèle situé sur le hayon. En effet, la publicité imprimée de l'époque jouait sur le thème du sud-ouest américain, dont le nom espagnol du modèle et le symbole du Longhorn étaient censés évoquer, montrant des représentations artistiques du véhicule utilisé dans de l'élevage et des activités de plein air, le proclamant comme étant "Plus qu'une voiture ! Plus qu'un pick-up !" Le Ranchero a été un succès, à la fois auprès de la presse automobile et du public acheteur, occupant un créneau de marché inexploité, celui des véhicules avec l'utilité d'un pick-up léger et la facilité d'utilisation et les caractéristiques de conduite d'une voiture. En fait, le Ranchero avait une capacité de chargement légèrement supérieure d'environ 50 lb (23 kg) à celle du pick-up F-Series d'une demi-tonne. Les deux versions étaient disponibles avec n'importe quelle motorisation disponible pour la fairlane, allant jusqu'au 5.8l, le "Thunderbird Special". Au Canada, le Ranchero était également disponible avec une finition Meteor. Les ceintures de sécurité et les tableaux de bord rembourrés étaient en option.
La version de 1958 est en grande partie restée inchangée sous la carrosserie, à l'exception d'une nouvelle tôle avant (partagée avec les grandes Ford de '58 et inspirée de la Thunderbird) et d'une nouvelle disposition à quatre phares.
Le modèle de 1959 a été construit avec le même empattement de 118 pouces (3 000 mm) que toutes les Ford 1959, donnant au Ranchero l'avantage, par rapport à ses prédécesseurs, d'une nouvelle benne plus longue de 7 pieds (210 cm). Cependant, ce serait la dernière fois que le véhicule augmenterait en taille ou en finition pendant plusieurs années à venir. Le pare-brise était également 25% plus grand. Les housses de siège étaient en vinyle ou en "plastique tissé", tandis que le pneu de secours était situé derrière le siège passager. Le Ranchero Custom était le seul modèle commercialisé en 1959,, et il était proposé en 26 couleurs (11 teintes unies, 11 combinaisons bicolores avec du blanc sur le dessus et quatre autres choix bicolores).

## Deuxième génération (1960-1965) Falcon Ranchero

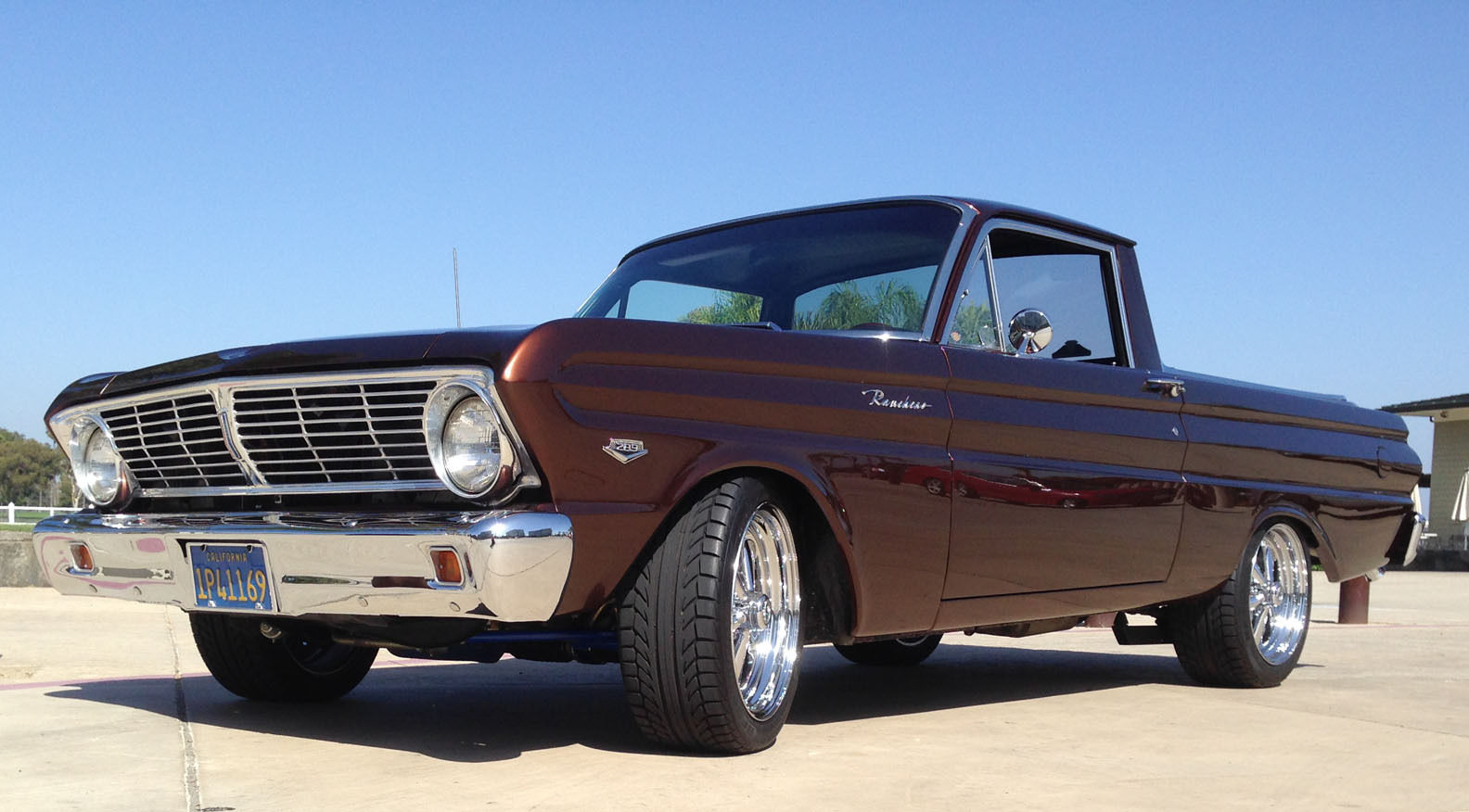
Ford Ranchero de 1965.

En 1960, la Ranchero devint plus petite, dorénavant construite sur la base d'une compacte, la Ford Falcon, spécifiquement la variante berline de livraison deux portes. La popularité des petites voitures économiques comme la Volkswagen Coccinelle a perpétué un changement de mentalité parmi les trois plus grands constructeurs américains ; 1959 a vu l'introduction de la Falcon de 1960 ainsi que les Chevrolet Corvair et Plymouth Valiant de 1960. Une version pick-up du Volkswagen Transporter et une fourgonnette basée sur la Chevrolet Corvair étaient également proposées. La récession économique de la fin des années 1950 a aussi certainement joué un rôle. Ford crut que le marché était plutôt en demande d'un pick-up plus compact, plus léger et moins cher qu'un pick-up classique (comparé au fameux truck américain) et Ford avait vu juste, puisque le Ranchero se vendit mieux que dans sa précédente version. Désormais commercialisé sous le nom de «Falcon Ranchero», le groupe motopropulseur standard du nouveau véhicule était un économique six cylindres en ligne de 144 pouces cubes (2,4 L) était proposé en entrée de gamme. En 1961, le six cylindres en ligne de 170 pouces cubes (2,8 L) a été proposé, et en 1963, l'optionnel V8 de 260 pouces cubes (4,3 L) fut proposé, dans une version encore inédite, la «Deluxe». La transmission automatique Ford-O-Matic à deux vitesses (proposée entre 1960 et 1963) ou la transmission automatique Cruise-O-Matic C4 à trois vitesses pouvait être commandée, tout comme une transmission manuelle à trois vitesses. Le Ranchero avait une capacité de charge de 800 livres.
Trois carrosseries presque entièrement différentes de coupés utilitaires étaient disponibles pour cette génération de Falcon : le Falcon Ute australien différait par un porte-à-faux arrière plus court que les modèles nord-américains, une benne de chargement qui s'étendait plus loin vers l'avant que la lunette arrière et des portes plus courtes, tandis que la version argentine partageait également la longueur totale de la berline et les portes courtes de la berline quatre portes, en ajoutant des côtés de benne de chargement plus hauts et plus carrés.
La Ranchero évolua parallèlement à sa base, la Falcon de 1964, c'est ainsi qu'à partir de 1964, la Ranchero fut légèrement allongée, mais toujours en conservant le même design. En 1965, le V8 de 289 pouces cubes (4,7 L) a remplacé le moteur 260 abandonné et un alternateur a remplacé le générateur dans toutes les voitures de Ford.

## Troisième génération (1966-1967)
1966 fut une année où le style de la Ranchero évolua, mais pour une courte durée, car à partir de 1967, la Ranchero partit sur de nouvelles bases. En effet, ce fut la dernière année où la Ranchero fut construite sur la base d'une Falcon.
La version de 1966 était un modèle d'un an, lorsque la Falcon et la Fairlane ont été réaménagés sur la même plate-forme de base, qui n'incluait pas la berline de livraison, car 1965 marquait la dernière année de production de la berline de livraison. Au lieu de cela, le Ranchero de 1966 a utilisé la tôle avant, les garnitures et les accents intérieurs de la Falcon sur une plate-forme modifiée de break, bien que les Ranchero fabriqués à la fin de l'année modèle 66 aient le même carénage avant que la Fairlane. Les moteurs disponibles étaient les six cylindres en ligne de 170 pouces cubes (2,8 L), six cylindres en ligne de 200 pouces cubes (3,3 L) et des versions à deux et quatre barrils du V8 de 289 pouces cubes (4,7 L). Les choix de transmissions allaient de la transmission automatique C4 à trois vitesses à la transmission manuelle à trois vitesses avec levier de vitesses sur colonne. Le modèle de 1966 était simplement commercialisé sous le nom de Ford Ranchero et il ne portait pas d'insigne Falcon. Les ceintures de sécurité étaient standard.
En 1967, la Ranchero connut un changement de style radical, renouant avec sa plate-forme originelle (sur base d'une Ford Falcon/Fairlane de post-66) et utilisant la carrosserie de base du Ranchero de 1966 avec la garniture, la tôle avant et les traitements intérieurs de la Fairlane au lieu de ceux de la Falcon. Il était commercialisé sous le nom de Fairlane Ranchero. La Ranchero devint alors une voiture mature, parfaitement équipée pour une utilisation de tous les jours, en ville comme à la campagne.
Il s'agissait d'un véhicule d'un an bien reçu et unique, avec des lignes droites et épurées, des doubles phares superposés et beaucoup de puissance; le Ranchero était entré dans l'arène des muscle cars en 1967. La motorisation allait du six cylindres en ligne de 200 pouces cubes (3.3 L) jusqu'au puissant V8 FE-Series de 390 pouces cubes (6,4 L) produisant 315ch (234,9 kW) et soutenu en option par une boîte automatique C6, la nouvelle variante robuste de la transmission C4 de 1966, en plus de la boîte de vitesses manuelle Toploader à 4 vitesses éprouvée. Le modèle de '67 a également eu la plus grande expansion de niveaux de finition depuis l'introduction du véhicule 10 ans auparavant. Les nouveaux Ranchero 500 et 500/XL complètent le modèle de base. Bien qu'elles aient été ajoutées à la famille Fairlane pour 1967, les meilleures options de performance de Ford pour la Fairlane, la GT et la GT-A, ne s'appliquaient pas au Ranchero et c'est une idée commune fausse qu'elles étaient disponibles.
Ce qui s'appliquait à toutes les voitures américaines en 1967, c'était l'utilisation d'un système de freinage à double circuit avec un maître-cylindre à double chambre. Une prise de conscience accrue pour la sécurité des passagers a entraîné des innovations telles que des montants de pare-brise de sécurité rembourrés et un coussin de sécurité qui se déployait du centre du volant à trois branches jusqu'à un point juste au-delà du contour du volant, inhabituel en 1967. Il a été conçu pour minimiser les blessures abdominales en cas de collision.

## Quatrième génération (1968-1969)
En 1968, la gamme Fairlane a été complétée par la nouvelle Torino, et le Ranchero a emboîté le pas, devenant le plus grand modèle depuis 1959. À partir de 1968, la Ranchero abandonna de nouveau la plate-forme de la Fairlane pour se baser dorénavant sur la base d'une Ford Torino. Dans l'ensemble, le nouveau Ranchero était non seulement plus grand, mais aussi plus anguleux qu'auparavant avec sa calandre plus horizontale et ses phares horizontaux; Ford et d'autres constructeurs automobiles revenaient aux quadruples phares horizontaux. L'intérieur était également tout nouveau, partageant le groupe d'instruments à quatre cosses distinctif de la Torino/Fairlane. Bien que les quatre cosses rondes donnent l'illusion d'un tableau de bord orienté pour le moteur, vu de gauche à droite, elles comportaient à la place des voyants d'avertissement pour la température du liquide de refroidissement (à la fois froid et chaud) et l'indicateur du clignotant gauche dans la cosse gauche avec le compteur de vitesse dans la deuxième cosse, directement devant le conducteur. Les voyants du système de charge et de la pression d'huile, ainsi que le clignotant droit, étaient situés en troisième à partir de la gauche. Dans les modèles haut de gamme, cette cosse était supplantée par un tachymètre. Une horloge optionnelle remplissait la quatrième cosse; avec l'option "supprimer l'horloge", un panneau décoratif remplissait autrement l'espace. Un voyant d'avertissement de ceinture de sécurité était également une nouvelle fonctionnalité, s'allumant brièvement dans la cosse la plus à gauche chaque fois que le moteur démarré. La gamme de modèles comportait également des feux de position latéraux avant enveloppants qui faisaient également office de feux de stationnement et de réflecteurs latéraux arrière, nouvellement mandatés par la loi américaine pour l'année modèle 1968.
Trois niveaux de finition étaient proposés, à commencer par le Ranchero de base peu garni, le Ranchero 500 taillé comme la Fairlane 500 correspondante et le Ranchero GT haut de gamme avec la même finition que la Torino GT. Ce furent la naissance des tonitruantes versions GT de la lignée Ranchero. Désormais plus grande et imposante, la Ranchero était disponible avec un plus grand choix de motorisation, commençant avec le six cylindres en ligne de 250 pouces cubes et plusieurs V8, dont le moteur 289 standard avec carburateur à deux barrils, et le moteur 390 sur base de moteur FE. Le tout puissant Cobra Jet de 428 pouces cubes (7,0 L), un autre dérivé du moteur FE et le plus gros moteur offert dans le Ranchero à ce jour, était une option en mi-1968. Le modèle de 1968 a marqué la dernière année de production du moteur 289; un V8 de 302 pouces cubes (4,9 L) avec carburateur à deux barrils est devenu le V8 standard en 1969. Deux nouveaux choix de moteurs haut de gamme étaient disponibles, le Windsor 351 avec une carburation à deux et quatre barrils. La transmission automatique FMX était disponible avec les deux versions, c'était une variante de l'ancienne transmission Cruise-o-Matic et elle était exclusivement proposée avec le moteur 351.
Comme la Torino/Fairlane, le Ranchero pouvait être doté de pratiquement toutes les mêmes options que ses cousines, y compris la climatisation, sièges baquets, console centrale, radio AM/FM, roues optionnelles, freins à disque avant, écope de capot (de série sur GT) et même un toit en vinyle. En 1969, de légers restylages furent appliqués, comprenant une calandre plus plate en trois parties moins la barre transversale horizontale et l'écusson Ford, déplacement de l'insigne GT depuis la crête de la calandre vers le coin inférieur droit de la calandre vue de face, un changement des instrumentations, passant d'une face noire avec des chiffres blancs en aluminium brossé à des chiffres noirs et un coussin plus mince pour le volant à deux branches semblable à ceux de la gamme des produits Ford, contrairement au volant plus large avec «coussin de sécurité» et son anneau de klaxon séparé utilisé dans les voitures intermédiaires et les compactes de 1968. Alors que le coussin a peut-être changé, l'anneau du klaxon n'a pas changé. Le seul changement unique au Ranchero était le déplacement du script "Ranchero" depuis les panneaux de custode arrière vers les ailes avant.
Une offre peu connue et extrêmement rare de 1969 était le Rio Grande. Disponible sur commande spéciale, il s'agissait essentiellement d'une GT aux couleurs dites "Grabber" de "Wimbledon White", "Poppy Red" ou "Calypso Coral", capot avec écope, bandes latérales, rampes de benne, toit en vinyle et centres de roue "Ford Ranchero Rio Grande" uniques partiellement noircis. En conséquence, les Ranchero ainsi équipés ont reçu l'identification "Special Performance Vehicle" de Ford sur la plaque signalétique, quel que soit le choix du moteur. Ces véhicules peuvent être identifiés par la désignation susmentionnée, ainsi qu'un espace vierge où se trouverait normalement le code de finition. Les chiffres de production ne sont pas clairs, mais ils auraient pu y avoir environ 900 unités au total.
Au salon de l'automobile de Detroit de 1969, il a été présenté un concept car, le Ford Scrambler, dont certains éléments ont été utilisés dans les prochains modèles de Ford Ranchero.

## Cinquième génération (1970-1971)
Alors que l'El Camino de Chevrolet utilisait la même carrosserie de 1968 à 1972, la Ranchero de 1970 évolua de nouveau, suivant les restylages de sa plate-forme mère, la Torino, qui commençait avec un style de carrosserie carré. La Torino et le Ranchero présentaient tous deux une ligne plus fluide autour d’une calandre mieux dessinée et peu profonde et une partie avant avec des lignes lisses et un plus courbées influencées par le style des bouteilles de Coca-Cola, des lignes plus agressives étaient disponibles pour les versions GT. Une quatrième finition optionnelle a été rendue disponible en 1970. Le Ranchero Squire était une finition haut de gamme qui comportait une applique en grain de bois similaire à celle trouvée sur le break Country Squire. Comme les années précédentes, toutes les options de finition et de moteur de la Torino pouvaient être commandées, y compris les tout nouveaux moteurs Cobra Jet Ram-Air 429 ou Super Cobra Jet (7 L) avec la nouvelle écope de capot "shaker", ainsi nommée car elle était directement montée au carburateur et secoué (shake en anglais) avec le moteur au ralenti. Une calandre élégante avec des phares escamotables, ainsi qu'un capot avec en option une écope surdimensionnée, de série sur les Torino GT, étaient également disponibles. Le modèle de 1971 se distingue par une calandre divisée par une section centrale.
Une variation mineure mais néanmoins importante a fait ses débuts avec le modèle de 1970. Avant 1970, aucun Ranchero n'avait d'insigne intérieur l'identifiant comme tel. Avec le modèle de 1970 est venu un badge "Ranchero" ou "Ranchero GT" sur la boîte à gants plutôt, qu'un badge Fairlane ou Torino.

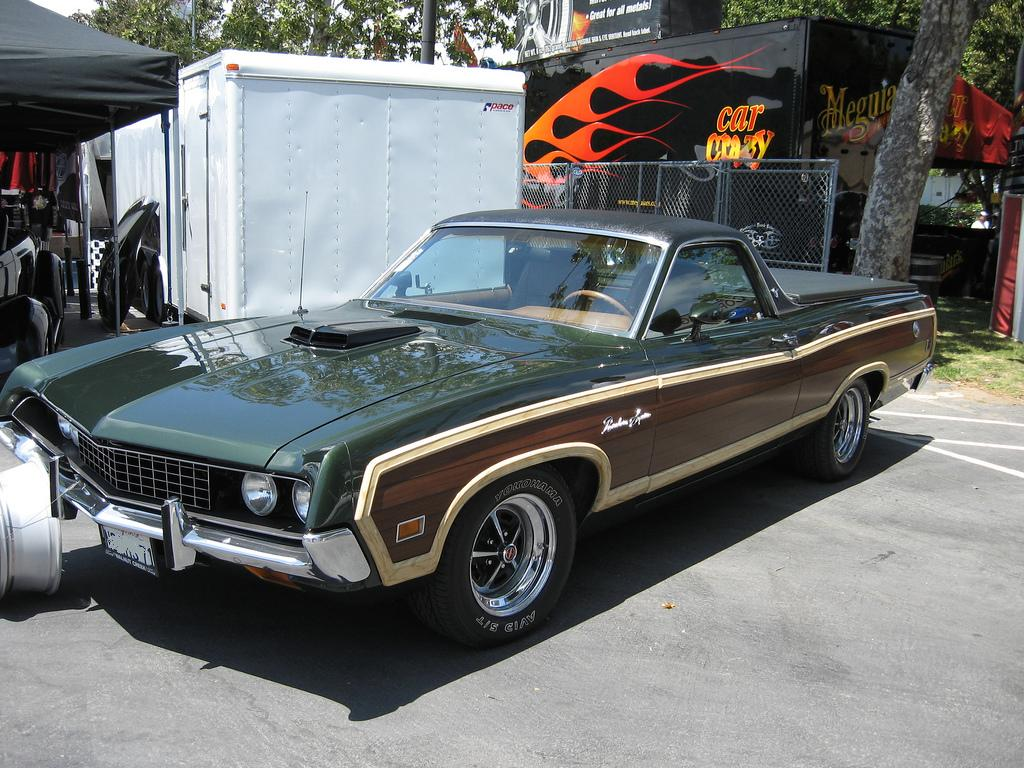
Ford Ranchero de 1971.

## Sixième génération (1972-1976)
1972 vit un changement radical dans les lignes des Torino et Ranchero. Le style élégant et pointu des précédentes versions fut remplacé par un style beaucoup plus grand et plus lourd. Le plus important était une large calandre semi-ovale rappelant une prise d'air qui devint une énorme bouche d’aération et complété par une toute nouvelle carrosserie sur cadre. Trois modèles étaient encore disponibles; le 500 désormais standard, le nouveau Squire avec des "lambris" en similibois le long des flancs et le sportif GT. De nombreuses motorisations étaient disponibles, dont le six cylindres en ligne de 250 pouces cubes et une sélection de moteurs V8 qui allait du Cleveland 302 standard au Windsor 351-Series, plus le moteur 400 nouveau pour 1972. Le V8 385-Series (moteur 429 pour 1972-73; moteur 460 pour 1974-76) était encore disponible. Mais ils étaient moins puissants que sur le précédent millésime en raison des concessions environnementales que Ford a dû faire pour rentrer dans les normes anti-pollution. Le Cleveland de 351 pouces cubes (5,8 L) pouvait encore être obtenu sous forme de Cobra Jet 4-V réglé jusqu'en 1974. Une transmission manuelle à quatre vitesses était disponible sur les modèles GT à moteur Cobra Jet.
Le Ranchero de 1973 avait une partie avant avec la calandre béante redessinée, en raison des nouvelles mesures de protection des chocs directs afin de protéger les piétons. 

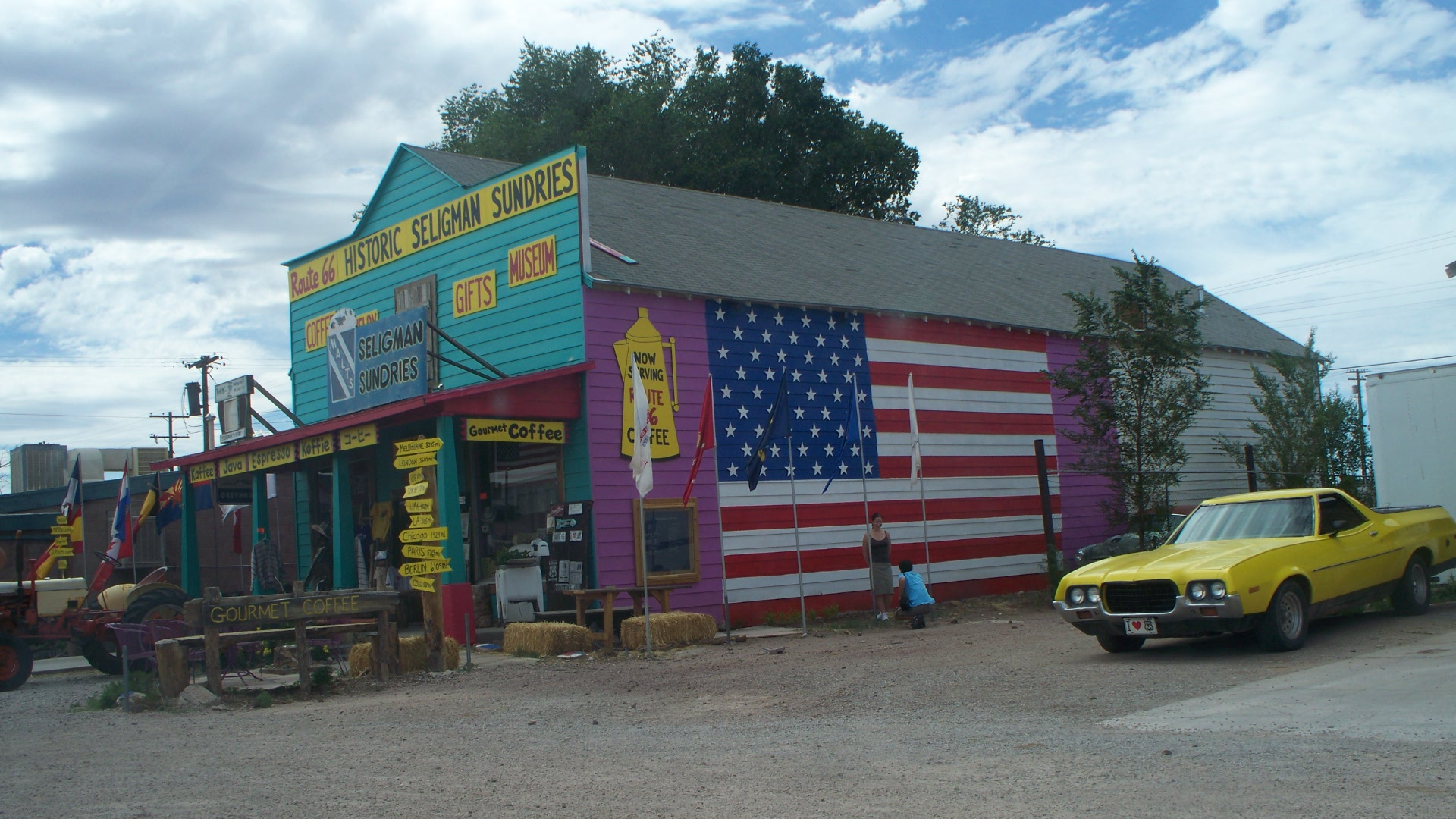
Ford Ranchero de 1972 garée à côté d'un magasin typique de la Route 66.

Cette version de 1972 est donc un modèle particulièrement rare et recherché compte tenu de son design unique.
À partir de 1973, le style de la Ranchero devient plus carré, reprenant l’idée de la calandre surdimensionnée, mais avec un style plus sage que dans sa précédente version. La Ranchero de 1973 est composé encore une fois du même avant que le Ford Gran Torino de la même année. Comme en 1972, 1973, 1974, la calandre de la Ranchero évoluera a l'identique de sa cousine la Gran Torino, devenant par exemple en 1974 similaire au Gran Torino de Starsky & Hutch.
Mis à part de légères différences esthétiques, le Ranchero est fondamentalement resté le même jusqu'à la dernière année de la Torino, 1976.

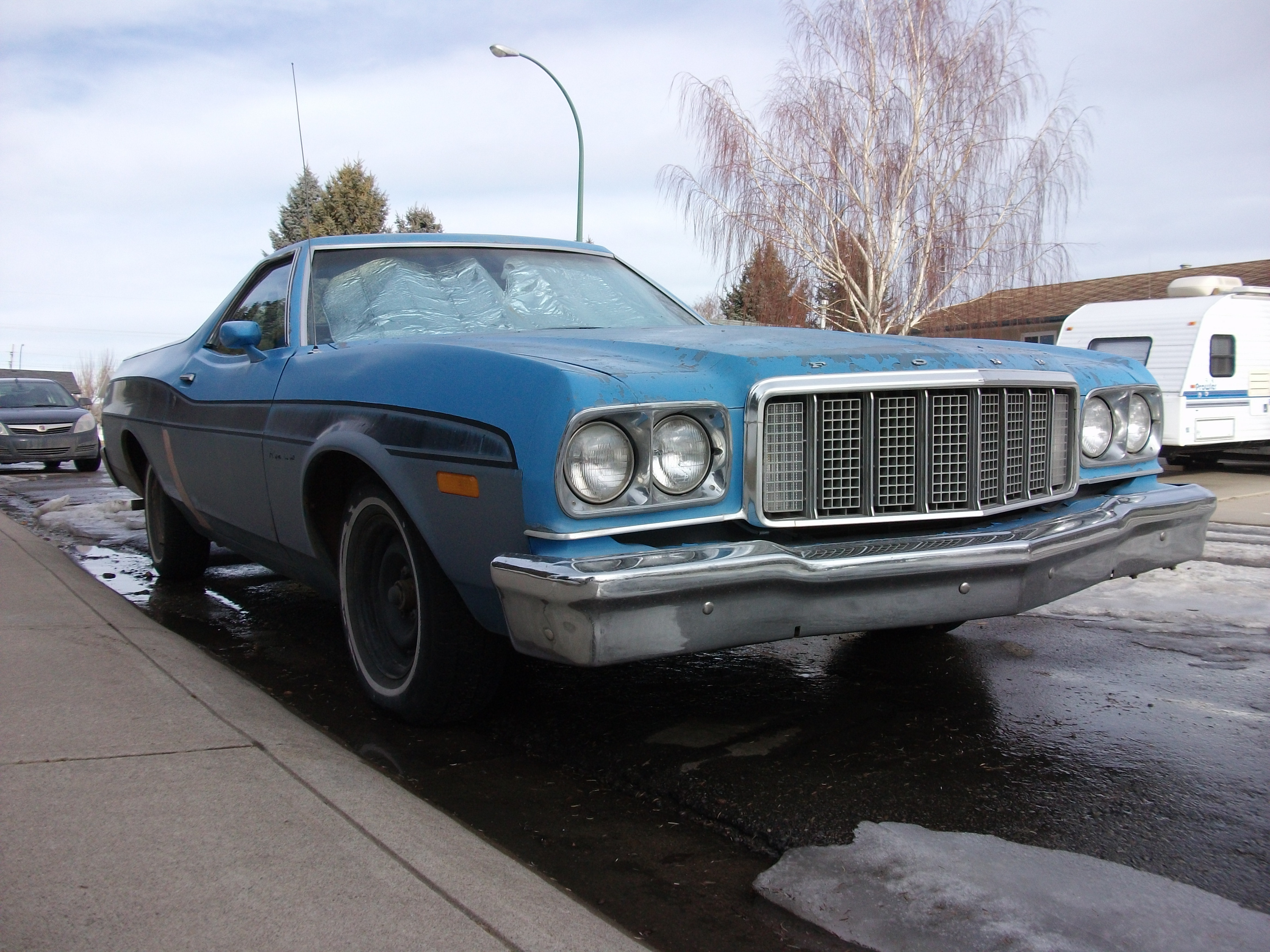
Ranchero de 1974-1976.
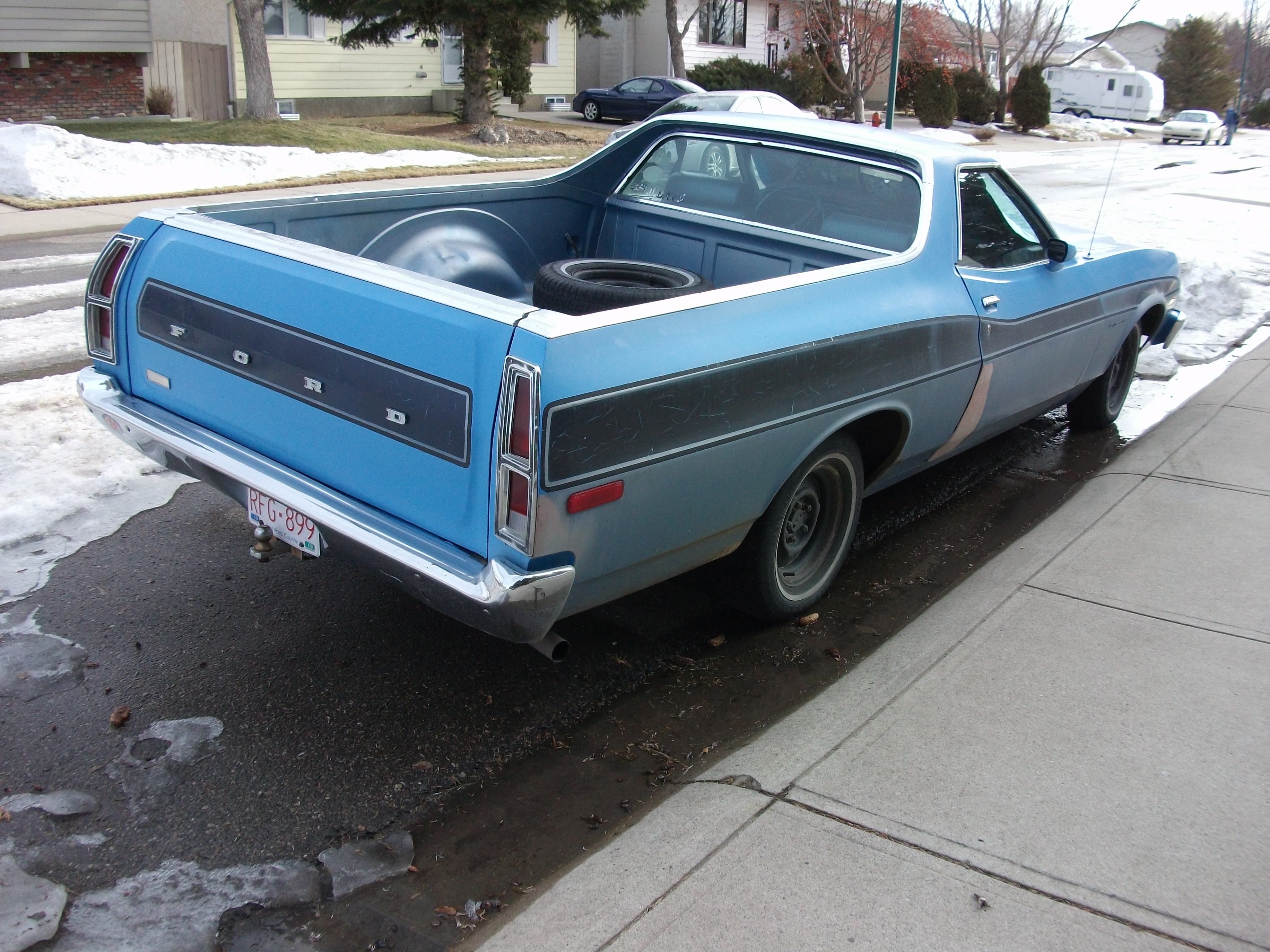
Arrière de Ford Ranchero de 1974-1976.

## Septième génération (1977-1979)
Lorsque la production de la Torino fut stoppée après 1976, la Ranchero avait besoin d’une nouvelle plate-forme : ce sera à partir de la Ford Thunderbird / LTD II (ce sont des plates-formes très similaires). Les trois mêmes déclinaisons disponible depuis 1968 furent offertes (500, GT et Squire), avec de nouvelles options assez luxueuses dues au changement de plate-forme. Les moteurs installés allaient jusqu'à 400 pouces cubes (6,6 L). La production cessa en 1979 avec, parmi les choix traditionnels, un modèle "1979½" commémoratif. Bien que le Ranchero basé sur la LTD II n'ait pas été produit pendant de nombreuses années modèles, ce style de carrosserie avec ses phares rectangulaires empilés est parmi les plus populaires parmi les collectionneurs. Cette génération de Ranchero est souvent personnalisée en échangeant dessus n'importe quel carénage avant d'une Mercury Montego de 1972-1976, d'une Mercury Cougar de 1974-1979 ou d'une Ford Thunderbird de 1977-1979 qui ont toutes des pièces avant interchangeables qui se boulonnent facilement sur place.
Les voitures devenaient plus petites et en raison du durcissement de la législation contre les pick-up (perçu comme des utilitaires), posséder une routière classée dans la catégorie pick-up apparaissait de moins en moins intéressant pour les usagers et moins attractif d'un point de vue manufacturier. C’est pourquoi Ford décida d’arrêter définitivement la production de la Ranchero en 1979. Pendant ce temps, les pick-ups légers spécialement conçus devaient répondre à des exigences beaucoup moins strictes en matière d'émissions et d'économie de carburant. Ford a vu l'évolution du marché et a décidé que les petits pick-ups légers étaient la vague de l'avenir, à commencer par le pick-up Courier construit par Mazda. Ce véhicule serait un «tremplin» pendant lequel Ford développerait son remplaçant local, le Ranger.

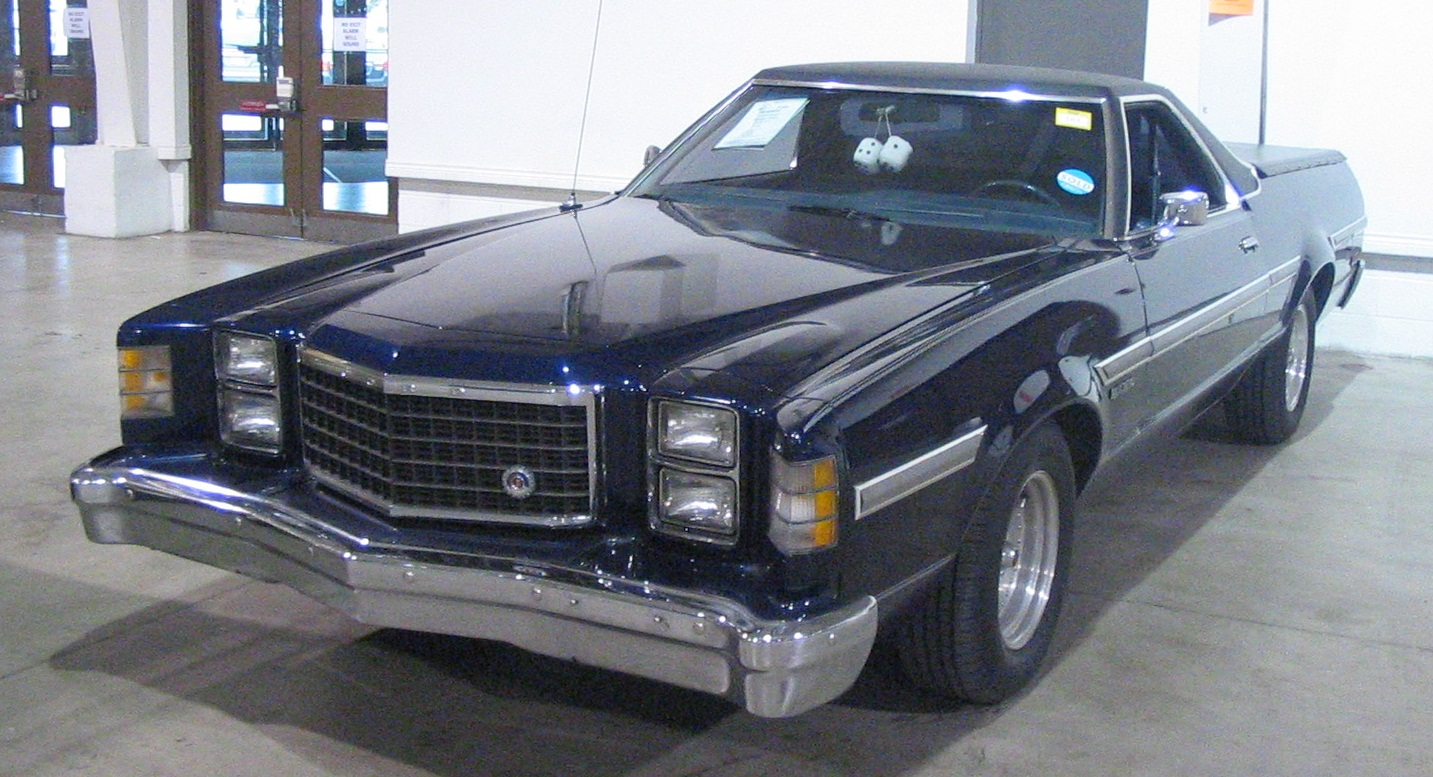
Ford Ranchero de 1977.

## Ranchero argentin
De 1973 à 1991, Ford Argentine a développé et vendu une version utilitaire de sa propre Ford Falcon, appelée Ford Ranchero. Contrairement à la version américaine, il était basé sur le modèle de la berline quatre portes, gardant la partie avant "telle quelle" et abattant la moitié arrière pour en faire un pick-up léger. Le pick-up était présenté en deux versions, le léger avec une capacité de charge maximale de 465 kg (1025 lb) et le lourd avec une capacité de 565 kg (1245 lb), tous deux avec des roues de 14 pouces et ce dernier avec des freins à disque avant. La première génération s'est très bien vendue, et en 1974, les exportations ont commencé vers Cuba. Plus tard cette année-là, elle est devenue la voiture la plus vendue en Argentine, avec un total de 110 382 unités vendues entre 1973 et 1978. La production du modèle de deuxième génération a duré de 1978 à 1982, et la production de la troisième génération a duré de 1982 à 1987. En 1987, la quatrième et dernière génération est sortie et en 1988, un modèle diesel a été ajouté à la gamme pour la première fois, mais il a été abandonné à partir de 1989. La production du Ranchero argentin de quatrième génération a pris fin en 1991.

## Aujourd’hui
La Ranchero est un modèle rare et moins répandu que sa consœur, la Chevrolet El Camino, notamment du fait que cette dernière fut produite jusqu'en 1987 (au lieu de 1979 pour la Ranchero), et qu'elle a bénéficié d'une plus grande attention encore que la Ranchero. Il semblerait qu’il soit plus probable de rencontrer des Ranchero de 1978 dans le Nord ouest des États-Unis ainsi qu'au Canada.
Le mythe de la Ranchero n’est pourtant pas complètement éteint, puisque Ford Australia continue de fabriquer ce type de véhicule, toujours sur la base de la Ford Falcon : Il s’agit d’une version commerciale de la Falcon, dénommée « Ute ». Il existe même une version sport (la version XR8), preuve que la Ute n’est pas qu'un véhicule à destination utilitaire. Lien externe vers la Falcon Ute.
Le style particulier des Coupé / pick-up n’est néanmoins pas mort, à en voir les récents modèles mis sur le marché. C’est le cas notamment de la Subaru Baja (4 sièges, mais une benne à la place du coffre) ou plus largement des SUV, qui sont des véhicules de tourisme de par leur luxe, mais qui conservent leur benne, comme le Ram 1500 par exemple.

## Statistiques de production de la Ford Ranchero
| Année | Déclinaison | Production |
| ----- | ----------- | ---------- |
| 1957  | 66A         | 6,419      |
| 1957  | 66B         | 15,277     |
| 1958  | 66A         | 1,471      |
| 1958  | 66B         | 8,479      |
| 1959  | Ranchero    | 14,196     |
| 1960  | Ranchero    | 21,027     |
| 1961  | Ranchero    | 20,937     |
| 1962  | Ranchero    | 20,842     |
| 1963  | Ranchero    | 12,218     |
| 1963  | Deluxe      | 6,315      |
| 1964  | Ranchero    | 9,916      |
| 1964  | Deluxe      | 7,165      |
| 1965  | Ranchero    | 10,539     |
| 1965  | Deluxe      | 7,734      |
| 1965  | Buckets     | 990        |
| 1966  | Ranchero    | 9,480      |
| 1966  | Deluxe      | 12,280     |
| 1966  | Buckets     | 1,242      |
| 1967  | Ranchero    | 5,858      |
| 1967  | 500         | 9,504      |
| 1967  | XL          | 1,881      |
| 1968  | Ranchero    | 5,014      |
| 1968  | 500         | 10,029     |
| 1968  | GT          | 1,669      |
| 1969  | Ranchero    | 5,210      |
| 1969  | 500         | 11,214     |
| 1969  | GT          | 1,658      |
| 1969  | GTBuckets   | 727        |
| 1970  | Ranchero    | 4,816      |
| 1970  | 500         | 8,976      |
| 1970  | GT          | 3,905      |
| 1970  | Squire      | 3,943      |
| 1971  | Ranchero    | 6,041      |
| 1971  | Custom      | 12,678     |
| 1971  | GT          | 3,632      |
| 1971  | Squire      | 2,595      |
| 1972  | 500         | 23,431     |
| 1972  | GT          | 12,620     |
| 1972  | Squire      | 4,283      |
| 1973  | 500         | 25,634     |
| 1973  | GT          | 15,320     |
| 1973  | Squire      | 4,787      |
| 1974  | 500         | 18,447     |
| 1974  | GT          | 11,328     |
| 1974  | Squire      | 3,150      |
| 1975  | 500         | 8,778      |
| 1975  | GT          | 6,114      |
| 1975  | Squire      | 1,549      |
| 1976  | 500         | 9,958      |
| 1976  | GT          | 4,942      |
| 1976  | Squire      | 1,172      |
| 1977  | 500         | 9,453      |
| 1977  | GT          | 12,462     |
| 1977  | Squire      | 1,126      |
| 1978  | 500         | 9,911      |
| 1978  | GT          | 12,469     |
| 1978  | Squire      | 908        |
| 1979  | 500         | 12,093     |
| 1979  | GT          | 12,159     |
| 1979  | Squire      | 758        |

Source : Ranchero USA fan club